# Pablo González Yagüe
Pablo González Yagüe, nacido como Pável Alekséievich Rubtsov, (en ruso: Па́вел Алексе́евич Рубцо́в; Moscú, Unión Soviética, 28 de abril de 1982) periodista y politólogo español. Ha trabajado como periodista independiente para diversos medios de comunicación, especializado en Europa del Este y países exsoviéticos, y ha cubierto varios conflictos como la segunda guerra del Alto Karabaj, la guerra del Donbás o la invasión rusa de Ucrania de 2022.
El 27 de febrero de 2022, fue detenido por las autoridades polacas en la frontera de ese país con Ucrania, acusado de ser un espía ruso del GRU, ya que según éstas usaba su condición de periodista para recabar información para los servicios de inteligencia rusos, mientras viajaba por los países del este. Permaneció en prisión preventiva durante casi 900 días sin que la justicia polaca presentara las pruebas que afirmaba tener, hasta que el 1 de agosto de 2024 resultó liberado fruto de un acuerdo entre Rusia y otros estados en el mayor  canje de prisioneros desde el fin de la Guerra Fría. Poco después, el 14 de agosto, Polonia presentó una acusación formal para la que podría fijar fecha para un juicio en ausencia. Su proceso se encuentra suspendido desde el 6 de marzo en Polonia, ya que desde entonces no ha regresado de Rusia, no acudiendo a declarar en su caso. 
En octubre de 2024, la cadena de televisión Antena 3 afirmó que existían documentos que confirmaban la labor de espionaje a favor del régimen ruso desde 2010. 

## Biografía
Pablo González Yagüe es nieto de un niño de Rusia exiliado como consecuencia de la guerra civil española. Nació en Moscú en 1982 de padre ruso y madre española, razón por la cual tiene doble nacionalidad, y fue inscrito al nacer con el nombre de Pável Rubtsov. Vivió en la Unión Soviética hasta los nueve años, cuando su madre se divorció de su padre y se trasladaron al País Vasco donde su madre lo inscribió en el Registro Civil español con el nombre de Pablo González Yagüe. Ambos nombres son legales, como sus nacionalidades y documentos. En España residieron en Bilbao y en Cataluña.
Es licenciado en filología eslava y tiene un máster de Estudios Estratégicos y Seguridad Internacional. Como periodista ha colaborado con medios como Agencia EFE, Público, Gara, La Sexta, DW o France 24.

## Detención en Polonia
Según las autoridades polacas, Pablo González fue detenido en la ciudad fronteriza de Przemyśl en la noche del 27 al 28 de febrero de 2022 bajo la acusación de participar en actividades de inteligencia extranjera contra Polonia y ser un agente del Departamento Central de Inteligencia de Rusia (GRU, la inteligencia militar de las Fuerzas Armadas de Rusia) que aprovechaba su condición de periodista para viajar por países europeos y obtener información. La acusación podría haber supuesto una condena de hasta 10 años de cárcel según el Código Penal de Polonia.
Desde su detención, al ser esta por espionaje contra el estado, permaneció incomunicado, sin posibilidad de comunicarse con su abogado Gonzalo Boye ni con su familia, lo cual generó críticas de periodistas y políticos españoles hacia las autoridades polacas y al Ministerio de Asuntos Exteriores de España.
El Comité para la Protección de los Periodistas emitió un comunicado el 4 de marzo en el cual expresó preocupación por la detención de Pablo González y solicitó a las autoridades polacas que se le proporcionase acceso adecuado a representación jurídica y a un procedimiento justo y transparente. En octubre de 2024 este comité actualizó el comunicado donde afirmaba que informaciones posteriores sugerían que González había utilizado sus credenciales periodísticas como cobertura para su trabajo para la inteligencia rusa.
La Plataforma para la Protección del Periodismo y la Seguridad de los Periodistas, del Consejo de Europa, publicó el 8 de marzo de 2022 una alerta por la detención. El 16 de octubre de 2024, la desactivó al concluir que los cargos contra Pablo González no estaban relacionados con sus actividades periodísticas.
El 13 de septiembre de 2022, tras 200 días detenido, denunció su situación y sus condiciones de encarcelamiento ante el Tribunal Europeo de Derechos Humanos de Estrasburgo como una violación de la Convención Europea de Derechos Humanos.
El 22 de noviembre de 2022, se informó de que su mujer pudo visitarlo en la cárcel de Radom donde se encontraba detenido. El 24 de noviembre de 2022, la justicia polaca anunció que se prorrogaba su encarcelamiento otros tres meses más, sin hacer públicas las pruebas que afirmaban tener contra él.
El 2 de mayo de 2023, el medio independiente ruso Proekt informó de que la acusación se basaba en documentos encontrados en los dispositivos digitales de González en los que, según el medio ruso, aparecían una serie de mensajes sobre Zhanna Nemtsova, hija del líder opositor ruso Boris Nemtsov asesinado en 2015, sobre sus amigos y sobre empleados y socios de la Fundación Borís Nemtsov. En los mensajes, que se desconoce a quien los mandaba, pero que según una fuente de dicha organización opositora estaban redactados como informes a sus supervisores en los servicios de inteligencia, solicitaba que se le compensasen todos los gastos asociados a sus intentos de ser parte de la organización de Nemtsova.
El 15 de noviembre de 2023, se le prorrogó por séptima vez la prisión preventiva. Esto significó dos años de prisión sin haberse establecido fecha de juicio y sin aportación de pruebas a la defensa y la formalización de alguna acusación concreta.

### El caso Pablo González en el Parlamento Europeo

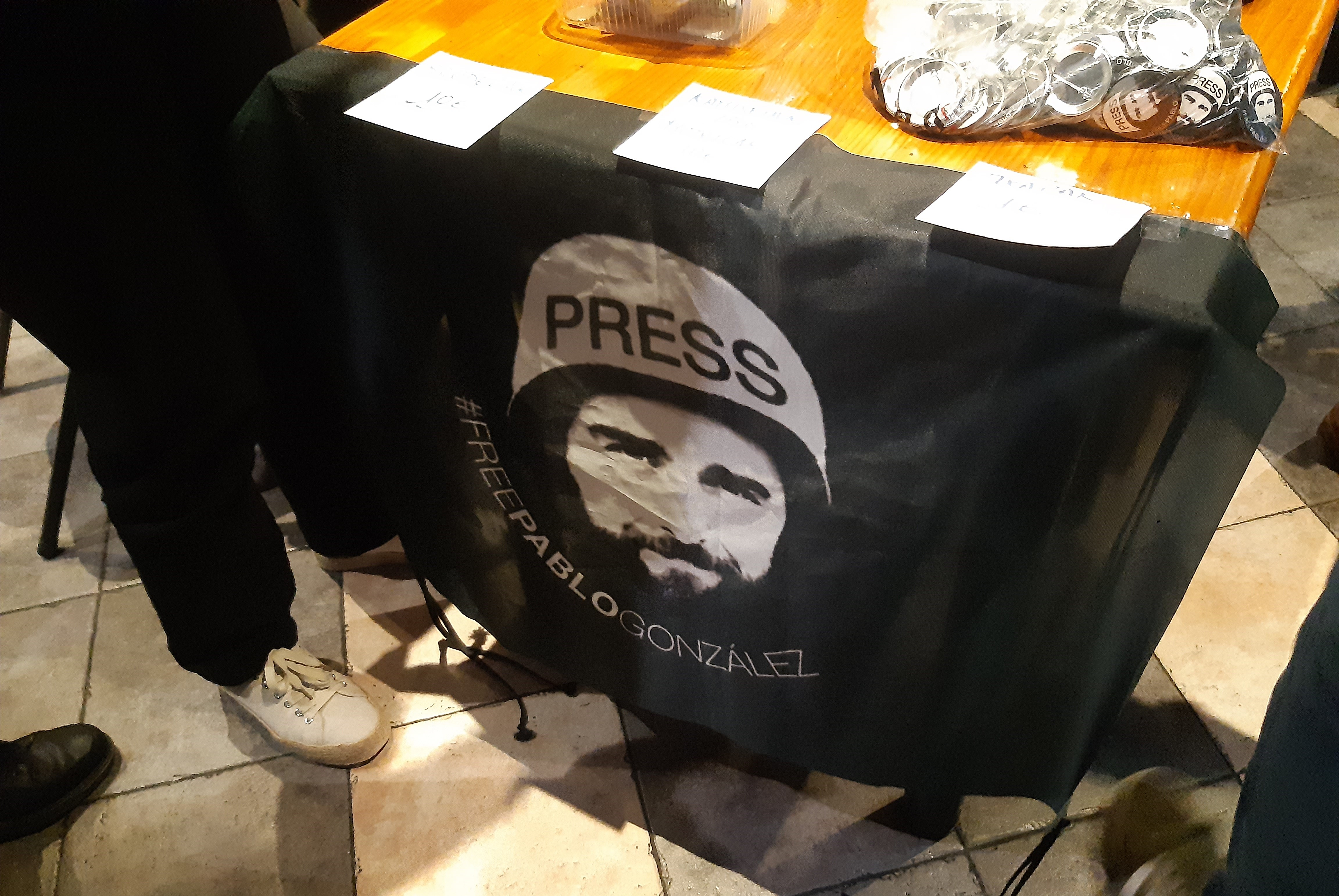
Bandera por la liberación de Pablo González

El 4 de julio de 2023 durante una jornada celebrada en el Parlamento Europeo bajo el título Journalism is not a crime! (¡El periodismo no es un crimen!) un grupo de periodistas españoles, en representación de la Federación de Asociaciones de Periodistas de España (FAPE), reclamaron en el Parlamento Europeo, junto al Grupo de Apoyo a Pablo González Madrid, la liberación del reportero español Pablo González. Entre los participantes se encontraba Ohiana Goirena, pareja del periodista detenido, así como el secretario general y la responsable de comunicación de la Federación Internacional de Periodistas (FIP), Anthony Bellanger y Natalia Queralt, respectivamente. El evento fue impulsado por el europarlamentario de (The Left GUE/NGL), Miguel Urbán (Anticapitalistas (organización política), Ana Miranda (BNG) de The Greens (EFA) y Pernando Barrena (ex parlamentario de EHBildu), con la intención de hacer llegar el caso a Bruselas y romper el desconocimiento que existe sobre el mismo en la Unión Europea. Asimismo, allegados, europarlamentarios y compañeros de profesión reclamaron, en una rueda de prensa dentro del Parlamento, un trato justo para el periodista, además de exponer la cronología de los hechos desde el momento en el que el periodista español es encarcelado en Polonia.
Además, se han realizado diferentes preguntas en el Parlamento Europeo. Entre ellas, la de Idoia Villanueva (Podemos), en cuya respuesta el Comisario de Justicia Didier Reynders señala las Recomendaciones de la Comisión Europea a los Estados miembros sobre trato a los presos, asistencia jurídica y la Decisión Marco del Consejo 2009/829/JAI que permite que un sospechoso detenido sea objeto de una medida de vigilancia en su país de origen hasta que el juicio tenga lugar en otro país, en lugar de ser sometido a prisión preventiva en un país extranjero. Polonia, hasta la fecha, obvia esa posibilidad de expatriación.

### Liberación

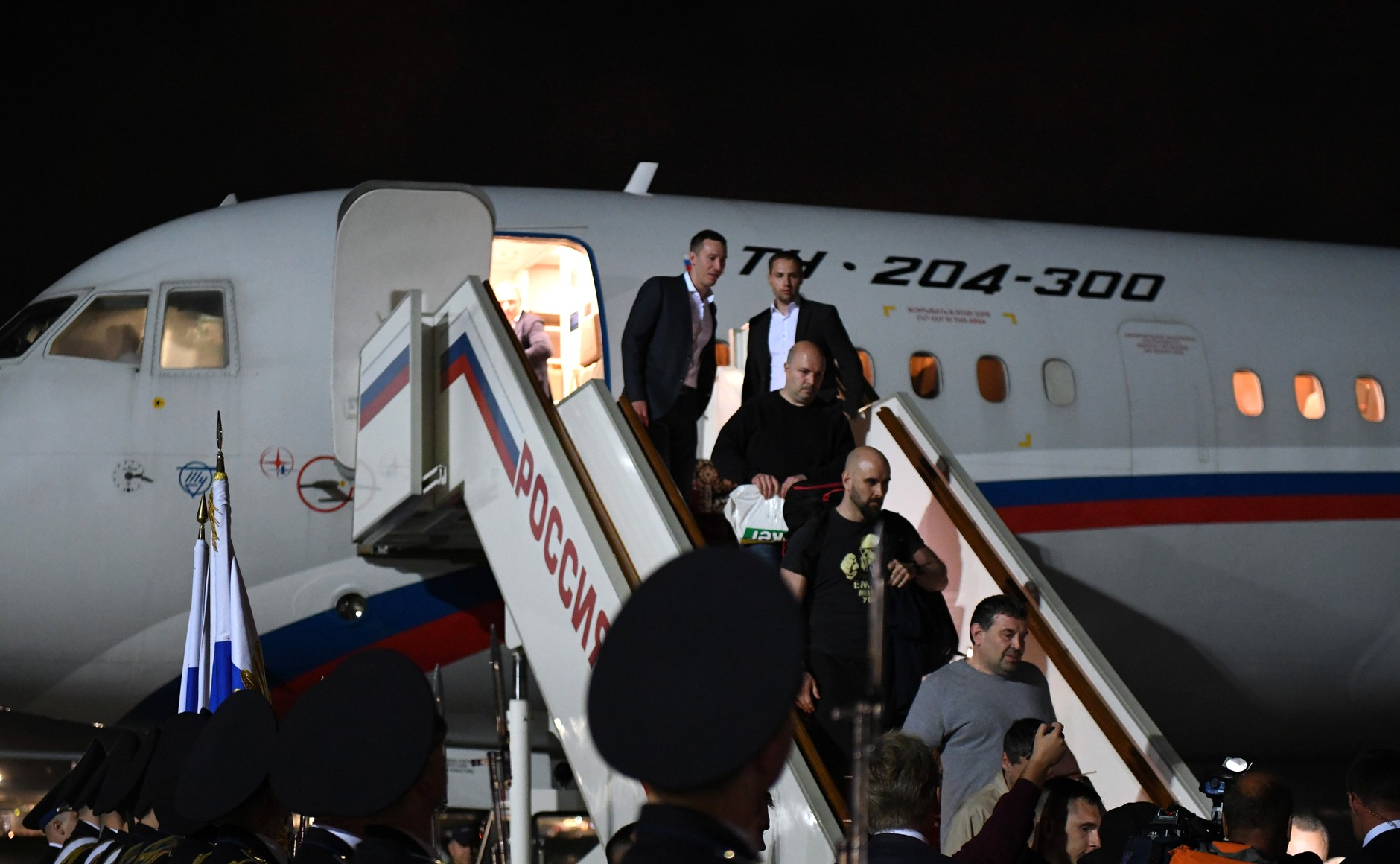
Llegada al aeropuerto de Vnúkovo de los ciudadanos rusos liberados en el intercambio de prisioneros

El 1 de agosto de 2024, se produjo el canje de González Yagüe. El intercambio se produjo en el aeropuerto de Ankara (Turquía) tras casi 900 días encarcelado y como consecuencia de un acuerdo entre Rusia y otros países europeos en un canje de prisioneros acusados de espionaje, incluyendo ciudadanos estadounidenses detenidos en Rusia. Posteriormente fue trasladado a Rusia y, al igual que Joe Biden y Kamala Harris recibieron a los estadounidenses liberados, el presidente ruso, Vladímir Putin, lo recibió en el Aeropuerto Internacional de Moscú-Vnúkovo, junto a los otros presos rusos liberados. 
Después de su liberación la defensa de González señaló que las autoridades rusas mostraron un «interés real» en resolver el caso y, aunque no se menciona directamente, criticó la actitud del Gobierno español, al afirmar que «Otros, en cambio, han intentado criminalizar a Pablo González, en lugar de defenderlo y proteger sus derechos como periodista». El gobierno polaco afirmó que con la liberación de Pablo, Polonia ganó: «Hemos ganado que somos un miembro leal de la OTAN, un aliado leal de los Estados Unidos, y eso en sí mismo es un valor». La Fiscalía polaca afirmó que no ha acusado formalmente al periodista, pero que continúa investigando y que es probable que el juicio se celebre en rebeldía (sin que el acusado esté presente).
Tras su liberación, se quejó de haber sido amenazado y torturado en Polonia durante los nueve meses siguientes a su detención, sin que le informaran de los cargos que se le imputaban y sin que se le diera la oportunidad de hablar con un abogado. Pablo perdió 20 kilos durante su encarcelamiento y, tras recuperarse en Rusia, afirmó que le gustaría regresar al País Vasco. Para ello tendrá que renovar su documento de identidad y pasaporte de España, ya que Polonia no le devolvió estos documentos cuando fue liberado.
Después de su regreso a Rusia fue sometido a una serie de pruebas médicas en un centro médico en Moscú donde le detectaron un problema en los pulmones. Según afirmó su esposa esos problemas médicos pudieron producirse por las condiciones en la que se encontraba en la cárcel de Polonia, «encerrado sin aire natural, con humedad, mucho frío en invierno y sin calefacción, y calor en verano». «Tuvo Covid dentro y a saber cómo se ha recuperado porque afecta a los pulmones».
El 14 de agosto de 2024, la fiscalía polaca presentó una acusación formal por el delito de espionaje, por la que el acusado podría afrontar penas de entre 3 y 15 años. Según el código penal polaco el juicio podría celebrarse en ausencia.Así mismo anunció el inicio de una investigación contra la periodista polaca, nombrada como Magdalena Ch., por colaboración con el periodista ruso español.
A mediados de octubre de 2024, la cadena de televisión Antena 3 afirmó que Pablo Gonzalez era un agente del GRU desde al menos 2015, concretamente en la línea N de esta organización. Según dicho medio de comunicación, su tarea consistía en identificar y señalar personas y lugares de interés que pudieran convertirse en objetivos del Kremlin. Según estas informaciones, Pablo González recibía sus instrucciones en Estambul y utilizaba incluso sus relaciones sentimentales para obtener los datos que buscaba.

## Premios
- Premio José María Portell a la Libertad de Expresión de la Asociación Vasca de Periodistas y el Colegio Vasco de Periodistas.[17]
- Premio Llibertat d’Expressió 2023 de la Unió de Periodistes Valencians[17]
- Finalista del Premio José Couso de Libertad de Prensa.[17]